# Costarcha indistincta
Costarcha indistincta là một loài bướm đêm thuộc phân họ Arctiinae, họ Erebidae.